# Абакар-Хаджи Акушинский
Абакар-Хаджи Акушинский (дарг. Ахъушан Абакар-ХӀяжи; конец XVIII в. Акуша, Акуша-Дарго — 1858, Бежта) — военный, религиозный и государственный деятель Имамата. Наиб и мудир имама Шамиля, учёный.

## Биография
Абакар-Хаджи родился в конце XVIII века в селе Акуша в семье акушинского кадия Мухаммада. Из числа даргинцев был одним из самых верных и талантливых сподвижников имама Шамиля. Абакар-Хаджи был не только воином но и образованным ученым, пользовался уважением имама и его сподвижников. Через своих многочисленных приверженцев из Акушинского общества, он осуществлял связь с хайдакскими и уркарахскими даргинцами.

## Деятельность
Абакар-Хаджи активным деятелем промюридской партии в Акуше, участвовал в восстании в Акуша-Дарго 1843—1844 годов. Впервые он упоминается как посол своего отца Мухаммад-кадия, отправленный к имаму Шамилю. Также участвовал в походе Магомеда-Эфенди Гуйминского в Кайтаг в 1844 году, он возглавил акушинский отряд в этом походе. После подавления восстания в Даргинском округе, приставом Акуша-Дарго был назначен майор Оленич, в феврале 1845 года Абакар-Хаджи и его брат Иса, убили Оленича, после этого случая они были вынуждены бежать к Шамилю. В 1844—1846 годах последовала волна мухаджирства даргинских мюридов в государство Шамиля — имамат.

В марте 1850 года Шамиль провел совещание наибов в Хунзахе, где они обсудили ближайшие стратегические планы, и ждал нападения русских на Чох, а также поручил Хаджи-Юсуфу привести в порядок чохскую крепость. После завершения работ, Шамиль отправил в Кайтаг своего доверенного Абакара-Хаджи. В послании Шамиля кадиям, имамам, старшинам, знати и простому народа Кайтага и Табасарана 2 июня 1850 пишется:
«И поняв, что вы искренни в дружбе и братстве с нами и теперь ожидаете выхода к вам наших людей, зная, что вы являетесь муджахидами, с давних пор известными в пределах Дагестана своим мужеством, рвением и доблестью, мы послали к вам нашего надежного брата, пользующегося уважением и известного у нас и в ваших краях, достойного алима и доблестного воина Абакархаджи, сына алима [из числа] известных среди [многих], Мухаммада, кади Акуши, нашим наибом над всеми жителями ваших вилайатов, свободным в выборе своих действий там, поскольку он — самый достойный сын своего времени, так как в нем сочетаются ученость, непримиримость к врагам, предусмотрительность, [о нем идет заслуженная] слава. Так слушайте же его и повинуйтесь его приказу и его запрету. Не будьте ослушниками, ибо кто повинуется ему, тот повинуется мне, а кто ослушается его, тот ослушается меня. Упорствуйте в борьбе и схватках с врагами Аллаха более, чем вы делали это доселе».
Однако в те дни в Кайтаге и Табасаране не проявилось широкого движения, потому что царские войска к тому времени уже обошли Салты, Чох и вторглось в Дусрарат, под угрозой стояла вся глубинная часть имамата. Послать в Кайтаг войско которое там ожидали, у имама не было возможности.

#### Мудир имама Шамиля
С начала 1850-х годов Абакару-Хаджи, как мудиру, подчинялись села которые были расположены по долинам рек Аварское Койсу, Кара-Койсу и Кази-Кумухуское Койсу. Рядом с селом Кикуни Абакар-Хаджи построил хорошо укрепленную крепость Уллу-Кала, которая в дальнейшем послужила резиденцией мудирства.
«Участок Гоцатль («Гоцада» (هژدة)): наиб Абакар-Хаджи; 150 конных, 250 пеших, всего 400". На территории наибства сливаются Каракойсу и Аварское койсу. Слева от последней реки отмечены с. Гоцатль (هژدة), с. Оркачи (عركچه), укр. Чалда (چلده), с. Могох (مهق); слева от Каракойсу — с. Кикуни (ككنه), с. Гергебиль (كركب), укр. Ули (اولو)».
Абакар-Хаджи управлял одним из самых важных в стратегическом плане участком имамата. По словам же главнокомандующего войсками на Северном Кавказе А. И. Барятинского, русским войскам было трудно переступить оборонительную линию которая установилась здесь, ее обозначали: «Шура-Дженгутай-Охли-Кутиша-Хаджалмахи-Цудахар-Кумух-Чираг-Курах». Зато для летучих партий мюридов во главе с Абакаром-Хаджи не предоставляли никакой сложности, они часто нападали на царские крепости поблизости и на дагестанские милицейские отряды.

### Гибель
Абакар-Хаджи был убит в 1858 году снайперским выстрелом вблизи селения Бежта.

## Оценки современников
Генерал И.Д Лазарев, пытавшийся подкупить Абакара-Хаджи, писал: «Абакар-Хаджи... нельзя купить ни за какие деньги».

Абдурахман Казикумухский:
Над укреплением Гергебиль был назначен наибом герой и алим, мухаджир  Абакархаджи, сын кадия Мухаммада из Акуши. Это был справедливый, богобоязненный и храбрый человек. В боях не был удачливым. Шамиль выбрал Абакархаджи из акушинских мухаджиров, так как по происхождению он был родовит и пользовался авторитетом.